# Catedral de Pamplona (Colombia)
La Catedral de Santa Clara o Catedral de Pamplona es una iglesia católica ubicada en el municipio de Pamplona, Colombia. Es sede de la arquidiócesis de Nueva Pamplona, principal institución católica de la región. Fue fundada en 1584 por doña María Velasco de Montalvo, hija del fundador de Pamplona, Don Ortún Velázquez de Velasco. Antiguamente servía como capilla del convento de Santa Clara hasta que fue convertida en catedral por la diócesis de Pamplona.

## Historia
A partir de 1980 el señor arzobispo Mario Revollo Bravo emprende la restauración de la iglesia que buscó develar los valores arquitectónicos y  el carácter colonial que hoy ostenta; los estudios de restauración fueron realizados por el Centro de Investigaciones Estéticas de la Universidad Javeriana y su ejecución estuvo a cargo del notable arquitecto pamplonés Humberto Guerrero Romero.

### Construcción
La catedral consta de cinco naves separadas por arcos de medio punto, apoyados sobre pilares ochavados. La nave central posee una armadura de par y nudillo con tirantes pareados, típicos del arte mudéjar, y las laterales están formadas con pares a la vista. De mucho valor es el arco toral, construido a fines del siglo XVIII en piedra arenisca, adornado en su parte superior con una rosca de lombardas y dos ángeles turiferarios en relieve. También es preciso ver la magnífica artesa sobre el presbiterio conformada por cuatro faldones y decorada con pinturas de florecillas de colores ejecutadas al temple, rematada en su cúspide por una piña de madera policromada y dorada, extraordinaria por su tamaño y los detalles naturalistas.
La fachada de elegante sencillez construida en piedra con elementos estilísticos del barroco y rococó, presenta pilastras adosadas y un  frontón adornado con cordones y con el escudo de San Francisco y las armas papales. La torre del campanario presenta un cuerpo con arcos dobles de medio punto y es rematada por una pirámide octagonal.
De interés: Interiormente vale la pena ver el retablo mayor, ejecutado en madera tallada y dorada, que consta de dos partes, la más antigua de 1628 y la otra de 1795. Presenta elementos barrocos y rococó y en su parte superior ostenta el escudo de San Francisco. También encontrará hermosos retablos hechos en madera y laminilla de oro en el siglo XVIII, adornados con valiosas tallas como el Cristo Crucificado y San José atribuidas al maestro pamplonés Bartolomé Guzmán en 1590 o la talla en madera de San Pedro del escultor sevillano Juan de mesa en el año de 1618.

### Reconocimientos
Ganó un premio de restauración en la XII Bienal de Arquitectura.
Es notable su conservación, habiendo sobrevivido en particular al fuerte terremoto de 1875. Actualmente es el edificio religioso más antiguo del departamento Norte de Santander.
Desde 1984 alberga la escultura Custodia homenaje de Eduardo Ramírez Villamizar.